# Andreas Peter Cornelius Sol
Andreas Peter Cornelius Sol MSC (* 19. Oktober 1915 in Amsterdam-Sloten, Niederlande; † 26. März 2016) war ein niederländischer Ordensgeistlicher und römisch-katholischer Bischof von Amboina.

## Leben
Andreas Peter Cornelius Sol trat der Ordensgemeinschaft der Herz-Jesu-Missionare bei und empfing am 10. August 1940 die Priesterweihe.
Papst Paul VI. ernannte ihn am 10. Dezember 1963 zum Titularbischof von Regiana und bestellte ihn zum Koadjutorbischof von Amboina. Der Bischof von Amboina, Jacques Grent MSC, spendete ihm am 25. Februar des nächsten Jahres die Bischofsweihe; Mitkonsekratoren waren Adrianus Djajasepoetra SJ, Erzbischof von Jakarta, und Nicolas Martinus Schneiders CICM, Erzbischof von Makassar. Mit der Emeritierung Jacques Grents am 15. Januar 1965 folgte er diesem als Bischof von Amboina nach. Sein Wahlspruch lautete: Ut omnes unum sint.
Er nahm an der dritten und vierten Sitzungsperiode des Zweiten Vatikanischen Konzils als Konzilsvater teil.
Am 10. Juni 1994 nahm Papst Johannes Paul II. seinen altersbedingten Rücktritt an.
Bischof Sol wohnte nach seiner Emeritierung immer noch in Amboina. Er war seit 2013 der letzte lebende niederländische Konzilsvater des Zweiten Vatikanischen Konzils (von damals etwa 75).